# 開雲浦站
開雲浦站（：／ Gaeunpo yeok */?）是廣域電鐵東海線沿線的一座鐵路車站，位於韓國蔚山廣域市南區仙岩洞。

## 車站結構
站體為2面2線側式月台的地面車站，候車月台設有月台幕門，並有2處出口。

### 月台配置
| ↑ 太和江 |
| \| ２    |
| 德下 ↓   |

| 月台 | 路線            | 目的地                   |
| ---- | --------------- | ------------------------ |
| 1    | ●广域电铁东海线 | 太和江方向               |
| 2    | ●广域电铁东海线 | 日光、新海雲臺、釜田方向 |

## 歷史
- 1992年8月20日：仙岩站（선암역）落成啟用。
- 2016年12月30日：東海南部線编入东海本线，並迁至距起点站（釜山鎮站）64.5公里处[1][2]。
- 2021年8月26日：迁至距起点站（釜山镇站）63.5公里处[3]。
- 2021年12月28日：鐵路複線电气化工程完工，更名為開雲浦站（개운포역），广域电铁东海线开始運行。

## 相鄰車站
韓國鐵道公社
●广域电铁东海线
德下（K130）－開雲浦（K131）－太和江（K132）